# Interlands Boliviaans voetbalelftal 2010-2019
Deze pagina toont een chronologisch en gedetailleerd overzicht van de interlands die het Boliviaans voetbalelftal speelde in de periode 2010-2019.

## Interlands

### 2010
|                                                                  |                                                                                              |       |         |                                                                                         |
| 24 februari Vriendschappelijk № 378 «onderlinge duels» 20:00 uur | Mexico                                                                                       | 5 – 0 | Bolivia | Candlestick Park, San Francisco Toeschouwers: 34.244 Scheidsrechter: Terry Vaughn (USA) |
| 24 februari Vriendschappelijk № 378 «onderlinge duels» 20:00 uur | Pablo Barrera 2' Javier Hernández 12' Braulio Luna 18' Javier Hernández 20' Paul Aguilar 52' |       |         | Candlestick Park, San Francisco Toeschouwers: 34.244 Scheidsrechter: Terry Vaughn (USA) |

|                                                        |                     |       |                  |                                                                                         |
| 11 augustus Vriendschappelijk № 379 «onderlinge duels» | Bolivia             | 1 – 1 | Colombia         | Estadio Hernando Siles, La Paz Toeschouwers: 4.000 Scheidsrechter: Gabriel Favale (ARG) |
| 11 augustus Vriendschappelijk № 379 «onderlinge duels» | Roberto Galindo 64' |       | 40' Carlos Bacca | Estadio Hernando Siles, La Paz Toeschouwers: 4.000 Scheidsrechter: Gabriel Favale (ARG) |

|                                                                |                    |       |                                                             | |
| 7 oktober Vriendschappelijk № 380 «onderlinge duels» 20:30 uur | Bolivia            | 1 – 3 | Venezuela                                                   | Estadio Ramón Aguilera Costas, Santa Cruz Toeschouwers: 35.000 Scheidsrechter: Ibrahim Chaibou (NGR) |
| 7 oktober Vriendschappelijk № 380 «onderlinge duels» 20:30 uur | Marcelo Moreno 53' |       | 10' Angel Chourio 28' Oswaldo Vizcarrondo 37' Angel Chourio | Estadio Ramón Aguilera Costas, Santa Cruz Toeschouwers: 35.000 Scheidsrechter: Ibrahim Chaibou (NGR) |

### 2011
|                                                                 |                           |       |                                                           |                                                                                         |
| 9 februari Vriendschappelijk № 381 «onderlinge duels» 16:00 uur | Bolivia                   | 1 – 2 | Letland                                                   | Mardan Spor Kompleksi, Antalya Toeschouwers: 200 Scheidsrechter: Kenan Bajramović (BIH) |
| 9 februari Vriendschappelijk № 381 «onderlinge duels» 16:00 uur | Marcelo Moreno 55' (pen.) |       | 42' (pen.) Māris Verpakovskis 51' (pen.) Aleksandrs Cauņa | Mardan Spor Kompleksi, Antalya Toeschouwers: 200 Scheidsrechter: Kenan Bajramović (BIH) |

|                                                               |                                     |       |         |                                                                                               |
| 25 maart Vriendschappelijk № 382 «onderlinge duels» 20:00 uur | Panama                              | 2 – 0 | Bolivia | Estadio Rommel Fernández, Panama-Stad Toeschouwers: 10.000 Scheidsrechter: Walter Lopez (GUA) |
| 25 maart Vriendschappelijk № 382 «onderlinge duels» 20:00 uur | Gabriel Gómez 20' Luis Rentería 83' |       |         | Estadio Rommel Fernández, Panama-Stad Toeschouwers: 10.000 Scheidsrechter: Walter Lopez (GUA) |

|                                                               |                 |       |                     |                                                                                                 |
| 28 maart Vriendschappelijk № 383 «onderlinge duels» 20:00 uur | Guatemala       | 1 – 1 | Bolivia             | Estadio Carlos Salazar Hijo, Mazatenango Toeschouwers: 9.000 Scheidsrechter: Joel Aguilar (ESA) |
| 28 maart Vriendschappelijk № 383 «onderlinge duels» 20:00 uur | Carlos Ruíz 41' |       | 73' Ricardo Pedriel | Estadio Carlos Salazar Hijo, Mazatenango Toeschouwers: 9.000 Scheidsrechter: Joel Aguilar (ESA) |

|                                                             |         |                                          |          |                                                                                                   |
| 4 juni Vriendschappelijk № 384 «onderlinge duels» 20:00 uur | Bolivia | 0 – 2                                    | Paraguay | Estadio Ramón Aguilera Costas, Santa Cruz Toeschouwers: 27.000 Scheidsrechter: Manuel Garay (PER) |
| 4 juni Vriendschappelijk № 384 «onderlinge duels» 20:00 uur |         | 34' Lucas Barrios 73' Federico Santander |          | Estadio Ramón Aguilera Costas, Santa Cruz Toeschouwers: 27.000 Scheidsrechter: Manuel Garay (PER) |

|                                                             |          |       |         |                                                                                         |
| 7 juni Vriendschappelijk № 385 «onderlinge duels» 20:00 uur | Paraguay | 0 – 0 | Bolivia | Estadio Feliciano Cáceres, Luque Toeschouwers: 15.000 Scheidsrechter: Heber Lopes (BRA) |
| 7 juni Vriendschappelijk № 385 «onderlinge duels» 20:00 uur |          |       |         | Estadio Feliciano Cáceres, Luque Toeschouwers: 15.000 Scheidsrechter: Heber Lopes (BRA) |

| Copa América |
| ------------ |

|                                                                |                |       |                     |                                                                                                 |
| 1 juli Copa América Groep A № 386 «onderlinge duels» 20:45 uur | Argentinië     | 1 – 1 | Bolivia             | Estadio Ciudad de La Plata, La Plata Toeschouwers: 52.700 Scheidsrechter: Roberto Silvera (URU) |
| 1 juli Copa América Groep A № 386 «onderlinge duels» 20:45 uur | Kun Agüero 76' |       | 48' Edvaldo Bolívia | Estadio Ciudad de La Plata, La Plata Toeschouwers: 52.700 Scheidsrechter: Roberto Silvera (URU) |

|                                                                |         |                                      |            | |
| 7 juli Copa América Groep A № 387 «onderlinge duels» 20:15 uur | Bolivia | 0 – 2                                | Costa Rica | Estadio 23 de Agosto, San Salvador de Jujuy Toeschouwers: 23.000 Scheidsrechter: Carlos Vera (ECU) |
| 7 juli Copa América Groep A № 387 «onderlinge duels» 20:15 uur |         | 60' Josué Martínez 78' Joel Campbell |            | Estadio 23 de Agosto, San Salvador de Jujuy Toeschouwers: 23.000 Scheidsrechter: Carlos Vera (ECU) |

|                                                                 |                                              |       |         |                                                                                                |
| 10 juli Copa América Groep A № 388 «onderlinge duels» 16:00 uur | Colombia                                     | 2 – 0 | Bolivia | Estadio Estanislao López, Santa Fe Toeschouwers: 12.000 Scheidsrechter: Francisco Chacón (MEX) |
| 10 juli Copa América Groep A № 388 «onderlinge duels» 16:00 uur | Radamel Falcao 14' Radamel Falcao 28' (pen.) |       |         | Estadio Estanislao López, Santa Fe Toeschouwers: 12.000 Scheidsrechter: Francisco Chacón (MEX) |

|  |  |  |  |  |  |  |  |  |

|                                                                  |              |       |                                                      | |
| 10 augustus Vriendschappelijk № 389 «onderlinge duels» 20:00 uur | Bolivia      | 1 – 3 | Panama                                               | Estadio Ramón Aguilera Costas, Santa Cruz Toeschouwers: 10.000 Scheidsrechter: Víctor Carrillo (PER) |
| 10 augustus Vriendschappelijk № 389 «onderlinge duels» 20:00 uur | Juan Arce 7' |       | 68' Luis Tejada 77' Luis Tejada 90+1' Armando Cooper | Estadio Ramón Aguilera Costas, Santa Cruz Toeschouwers: 10.000 Scheidsrechter: Víctor Carrillo (PER) |

|                                                                  |                                                |       |                                   |                                                                                       |
| 2 september Vriendschappelijk № 390 «onderlinge duels» 20:00 uur | Peru                                           | 2 – 2 | Bolivia                           | Estadio Nacional José Diaz, Lima Toeschouwers: 35.000 Scheidsrechter: Juan Soto (VEN) |
| 2 september Vriendschappelijk № 390 «onderlinge duels» 20:00 uur | Rinaldo Cruzado 36' Claudio Pizarro 81' (pen.) |       | 6' Pablo Escobar 70' Rudy Cardozo | Estadio Nacional José Diaz, Lima Toeschouwers: 35.000 Scheidsrechter: Juan Soto (VEN) |

|                                                                  |         |       |      |                                                                                         |
| 5 september Vriendschappelijk № 391 «onderlinge duels» 20:00 uur | Bolivia | 0 – 0 | Peru | Estadio Hernando Siles, La Paz Toeschouwers: 16.670 Scheidsrechter: Antonio Arias (PAR) |
| 5 september Vriendschappelijk № 391 «onderlinge duels» 20:00 uur |         |       |      | Estadio Hernando Siles, La Paz Toeschouwers: 16.670 Scheidsrechter: Antonio Arias (PAR) |

|                                                              |                                                                     |       |                                            |                                                                                           |
| 7 oktober WK-kwalificatie № 392 «onderlinge duels» 20:00 uur | Uruguay                                                             | 4 – 2 | Bolivia                                    | Estadio Centenario, Montevideo Toeschouwers: 25.500 Scheidsrechter: Víctor Carrillo (PER) |
| 7 oktober WK-kwalificatie № 392 «onderlinge duels» 20:00 uur | Luis Suárez 3' Diego Lugano 25' Edinson Cavani 34' Diego Lugano 71' |       | 17' Rudy Cardozo 87' (pen.) Marcelo Moreno | Estadio Centenario, Montevideo Toeschouwers: 25.500 Scheidsrechter: Víctor Carrillo (PER) |

|                                                     |                   |       |                                     |                                                                                           |
| 11 oktober WK-kwalificatie № 393 «onderlinge duels» | Bolivia           | 1 – 2 | Colombia                            | Estadio Hernando Siles, La Paz Toeschouwers: 33.155 Scheidsrechter: Carlos Amarilla (PAR) |
| 11 oktober WK-kwalificatie № 393 «onderlinge duels» | Wálter Flores 84' |       | 48' Dorlan Pabón 90' Radamel Falcao | Estadio Hernando Siles, La Paz Toeschouwers: 33.155 Scheidsrechter: Carlos Amarilla (PAR) |

|                                                                |                      |       |                    |                                                                                         |
| 11 november WK-kwalificatie № 394 «onderlinge duels» 20:00 uur | Argentinië           | 1 – 1 | Bolivia            | Estadio Monumental, Buenos Aires Toeschouwers: 27.592 Scheidsrechter: Carlos Vera (ECU) |
| 11 november WK-kwalificatie № 394 «onderlinge duels» 20:00 uur | Ezequiel Lavezzi 59' |       | 55' Marcelo Moreno | Estadio Monumental, Buenos Aires Toeschouwers: 27.592 Scheidsrechter: Carlos Vera (ECU) |

|                                                                |                         |       |         | |
| 15 november WK-kwalificatie № 395 «onderlinge duels» 20:00 uur | Venezuela               | 1 – 0 | Bolivia | Estadio Polideportivo Pueblo Nuevo, San Cristóbal Toeschouwers: 33.351 Scheidsrechter: Georges Buckley (PER) |
| 15 november WK-kwalificatie № 395 «onderlinge duels» 20:00 uur | Oswaldo Vizcarrondo 24' |       |         | Estadio Polideportivo Pueblo Nuevo, San Cristóbal Toeschouwers: 33.351 Scheidsrechter: Georges Buckley (PER) |

### 2012
|                                                                  |                     |       |      |                                                                                               |
| 29 februari Vriendschappelijk № 396 «onderlinge duels» 20:00 uur | Bolivia             | 1 – 0 | Cuba | Estadio Félix Capriles, Cochabamba Toeschouwers: 20.000 Scheidsrechter: Enrique Cáceres (PAR) |
| 29 februari Vriendschappelijk № 396 «onderlinge duels» 20:00 uur | Ricardo Pedriel 52' |       |      | Estadio Félix Capriles, Cochabamba Toeschouwers: 20.000 Scheidsrechter: Enrique Cáceres (PAR) |

|                                                           |         |                                       |       |                                                                                            |
| 2 juni WK-kwalificatie № 397 «onderlinge duels» 22:00 uur | Bolivia | 0 – 2                                 | Chili | Estadio Hernando Siles, La Paz Toeschouwers: 15.000 Scheidsrechter: Alfredo Intriago (ECU) |
| 2 juni WK-kwalificatie № 397 «onderlinge duels» 22:00 uur |         | 45' Charles Aránguiz 84' Arturo Vidal |       | Estadio Hernando Siles, La Paz Toeschouwers: 15.000 Scheidsrechter: Alfredo Intriago (ECU) |

|                                                           |                                                      |       |                      |                                                                                           |
| 9 juni WK-kwalificatie № 398 «onderlinge duels» 21:00 uur | Bolivia                                              | 3 – 1 | Paraguay             | Estadio Hernando Siles, La Paz Toeschouwers: 17.320 Scheidsrechter: Roberto Silvera (URU) |
| 9 juni WK-kwalificatie № 398 «onderlinge duels» 21:00 uur | Alcides Peña 10' Pablo Escobar 70' Pablo Escobar 80' |       | 83' Cristian Riveros | Estadio Hernando Siles, La Paz Toeschouwers: 17.320 Scheidsrechter: Roberto Silvera (URU) |

|                                                                  |                                        |       |        | |
| 15 augustus Vriendschappelijk № 399 «onderlinge duels» 20:00 uur | Bolivia                                | 2 – 0 | Guyana | Estadio Ramón Aguilera Costas, Santa Cruz Toeschouwers: 10.000 Scheidsrechter: Enrique Cáceres (PAR) |
| 15 augustus Vriendschappelijk № 399 «onderlinge duels» 20:00 uur | Gualberto Mojica 89' Miguel Suárez 90' |       |        | Estadio Ramón Aguilera Costas, Santa Cruz Toeschouwers: 10.000 Scheidsrechter: Enrique Cáceres (PAR) |

|                                                      |                             |       |         |                                                                                        |
| 7 september WK-kwalificatie № 400 «onderlinge duels» | Ecuador                     | 1 – 0 | Bolivia | Estadio Olimpico Atahualpa, Quito Toeschouwers: 30.000 Scheidsrechter: Juan Soto (VEN) |
| 7 september WK-kwalificatie № 400 «onderlinge duels» | Geovanny Caicedo 74' (pen.) |       |         | Estadio Olimpico Atahualpa, Quito Toeschouwers: 30.000 Scheidsrechter: Juan Soto (VEN) |

|                                                     |                         |       |                 |                                                                                       |
| 12 oktober WK-kwalificatie № 401 «onderlinge duels» | Bolivia                 | 1 – 1 | Peru            | Estadio Hernando Siles, La Paz Toeschouwers: 37.880 Scheidsrechter: Carlos Vera (ECU) |
| 12 oktober WK-kwalificatie № 401 «onderlinge duels» | Alejandro Chumacero 51' |       | 22' Juan Mariño | Estadio Hernando Siles, La Paz Toeschouwers: 37.880 Scheidsrechter: Carlos Vera (ECU) |

|                                                               |                                                                              |       |                 |                                                                                         |
| 16 oktober WK-kwalificatie № 402 «onderlinge duels» 21:00 uur | Bolivia                                                                      | 4 – 1 | Uruguay         | Estadio Hernando Siles, La Paz Toeschouwers: 25.402 Scheidsrechter: Víctor Rivera (PER) |
| 16 oktober WK-kwalificatie № 402 «onderlinge duels» 21:00 uur | Carlos Saucedo 6' Gualberto Mojica 27' Carlos Saucedo 51' Carlos Saucedo 55' |       | 81' Luis Suárez | Estadio Hernando Siles, La Paz Toeschouwers: 25.402 Scheidsrechter: Víctor Rivera (PER) |

|                                                                  |                    |       |                   |                                                                                 |
| 14 november Vriendschappelijk № 403 «onderlinge duels» 20:00 uur | Bolivia            | 1 – 1 | Costa Rica        | Estadio Ramón Aguilera Costas, Santa Cruz Scheidsrechter: Marcelo de Lima (BRA) |
| 14 november Vriendschappelijk № 403 «onderlinge duels» 20:00 uur | Carlos Saucedo 90' |       | 73' Joel Campbell | Estadio Ramón Aguilera Costas, Santa Cruz Scheidsrechter: Marcelo de Lima (BRA) |

### 2013
|                                                                 |                                         |       |                    | |
| 6 februari Vriendschappelijk № 403 «onderlinge duels» 20:00 uur | Bolivia                                 | 2 – 1 | Haïti              | Estadio Ramón Aguilera Costas, Santa Cruz Toeschouwers: 8.000 Scheidsrechter: Ulises Mereles (PAR) |
| 6 februari Vriendschappelijk № 403 «onderlinge duels» 20:00 uur | Carlos Saucedo 33' Gualberto Mojica 57' |       | 1' Kervens Belfort | Estadio Ramón Aguilera Costas, Santa Cruz Toeschouwers: 8.000 Scheidsrechter: Ulises Mereles (PAR) |

|                                                             |                                                                                                 |       |         |                                                                                            |
| 22 maart WK-kwalificatie № 404 «onderlinge duels» 20:00 uur | Colombia                                                                                        | 5 – 0 | Bolivia | Estadio Metropolitano, Barranquilla Toeschouwers: 40.478 Scheidsrechter: Carlos Vera (ECU) |
| 22 maart WK-kwalificatie № 404 «onderlinge duels» 20:00 uur | Macnelly Torres 20' Carlos Valdes 50' Teófilo Gutiérrez 62' Radamel Falcao 86' Pablo Armero 90' |       |         | Estadio Metropolitano, Barranquilla Toeschouwers: 40.478 Scheidsrechter: Carlos Vera (ECU) |

|                                                             |                    |       |                 |                                                                                         |
| 26 maart WK-kwalificatie № 405 «onderlinge duels» 20:00 uur | Bolivia            | 1 – 1 | Argentinië      | Estadio Hernando Siles, La Paz Toeschouwers: 38.000 Scheidsrechter: Enrique Osses (CHI) |
| 26 maart WK-kwalificatie № 405 «onderlinge duels» 20:00 uur | Marcelo Moreno 26' |       | 44' Éver Banega | Estadio Hernando Siles, La Paz Toeschouwers: 38.000 Scheidsrechter: Enrique Osses (CHI) |

|                                                              |         |                                                     |          | |
| 6 april Vriendschappelijk № 406 «onderlinge duels» 20:30 uur | Bolivia | 0 – 4                                               | Brazilië | Estadio Ramón Aguilera Costas, Santa Cruz Toeschouwers: 35.000 Scheidsrechter: Patricio Loustau (ARG) |
| 6 april Vriendschappelijk № 406 «onderlinge duels» 20:30 uur |         | 4' Leandro Damião 31' Neymar 42' Neymar 90' Leandro |          | Estadio Ramón Aguilera Costas, Santa Cruz Toeschouwers: 35.000 Scheidsrechter: Patricio Loustau (ARG) |

|                                                           |                     |       |                 |                                                                                            |
| 7 juni WK-kwalificatie № 407 «onderlinge duels» 21:00 uur | Bolivia             | 1 – 1 | Venezuela       | Estadio Hernando Siles, La Paz Toeschouwers: 15.000 Scheidsrechter: Patricio Loustau (ARG) |
| 7 juni WK-kwalificatie № 407 «onderlinge duels» 21:00 uur | Jhasmani Campos 86' |       | 58' Juan Arango | Estadio Hernando Siles, La Paz Toeschouwers: 15.000 Scheidsrechter: Patricio Loustau (ARG) |

|                                                            |                                                        |       |                    |                                                                                     |
| 11 juni WK-kwalificatie № 408 «onderlinge duels» 20:00 uur | Chili                                                  | 3 – 1 | Bolivia            | Estadio Nacional, Santiago Toeschouwers: 45.000 Scheidsrechter: Darío Ubriaco (URU) |
| 11 juni WK-kwalificatie № 408 «onderlinge duels» 20:00 uur | Eduardo Vargas 16' Alexis Sánchez 18' Arturo Vidal 90' |       | 32' Marcelo Moreno | Estadio Nacional, Santiago Toeschouwers: 45.000 Scheidsrechter: Darío Ubriaco (URU) |

|                                                                  |                                       |       |                                       |                                                                                              |
| 14 augustus Vriendschappelijk № 409 «onderlinge duels» 20:30 uur | Venezuela                             | 2 – 2 | Bolivia                               | Estadio Polideportivo, San Cristóbal Toeschouwers: 15.000 Scheidsrechter: Imer Machado (ECU) |
| 14 augustus Vriendschappelijk № 409 «onderlinge duels» 20:30 uur | Josef Martínez 16' Yoandri Orozco 84' |       | 18' Rudy Cardozo 71' José Luis Chavez | Estadio Polideportivo, San Cristóbal Toeschouwers: 15.000 Scheidsrechter: Imer Machado (ECU) |

|                                                                |                                                                              |       |         |                                                                                                   |
| 6 september WK-kwalificatie № 410 «onderlinge duels» 18:30 uur | Paraguay                                                                     | 4 – 0 | Bolivia | Estadio Defensores del Chaco, Asunción Toeschouwers: 10.000 Scheidsrechter: Victor Carrillo (PER) |
| 6 september WK-kwalificatie № 410 «onderlinge duels» 18:30 uur | Jonathan Fabbro 15' Roque Santa Cruz 46' Richard Ortiz 79' Gustavo Gómez 83' |       |         | Estadio Defensores del Chaco, Asunción Toeschouwers: 10.000 Scheidsrechter: Victor Carrillo (PER) |

|                                                                 |                      |       |                           |                                                                                          |
| 10 september WK-kwalificatie № 411 «onderlinge duels» 20:00 uur | Bolivia              | 1 – 1 | Ecuador                   | Estadio Hernando Siles, La Paz Toeschouwers: 15.000 Scheidsrechter: Paulo Oliveira (BRA) |
| 10 september WK-kwalificatie № 411 «onderlinge duels» 20:00 uur | Jaime Arrascaita 47' |       | 57' (pen.) Felipe Caicedo | Estadio Hernando Siles, La Paz Toeschouwers: 15.000 Scheidsrechter: Paulo Oliveira (BRA) |

|                                                               |                    |       |                    |                                                                              |
| 15 oktober WK-kwalificatie № 412 «onderlinge duels» 21:15 uur | Peru               | 1 – 1 | Bolivia            | Estadio Nacional, Lima Toeschouwers: — Scheidsrechter: Enrique Cáceres (PAR) |
| 15 oktober WK-kwalificatie № 412 «onderlinge duels» 21:15 uur | Yoshimar Yotún 19' |       | 45' Diego Bejarano | Estadio Nacional, Lima Toeschouwers: — Scheidsrechter: Enrique Cáceres (PAR) |

### 2014
|                                                             |                                               |       |         |                                                                                                 |
| 30 mei Vriendschappelijk № 413 «onderlinge duels» 21:00 uur | Spanje                                        | 2 – 0 | Bolivia | Estadio Ramón Sánchez Pizjuán, Sevilla Toeschouwers: 35.000 Scheidsrechter: Lorenc Jemini (ALB) |
| 30 mei Vriendschappelijk № 413 «onderlinge duels» 21:00 uur | Fernando Torres 51' (pen.) Andrés Iniesta 84' |       |         | Estadio Ramón Sánchez Pizjuán, Sevilla Toeschouwers: 35.000 Scheidsrechter: Lorenc Jemini (ALB) |

|                                                             |                  |       |                                            |                                                                                   |
| 6 juni Vriendschappelijk № 414 «onderlinge duels» 20:00 uur | Bolivia          | 1 – 2 | Griekenland                                | Red Bull Arena, Harrison Toeschouwers: 11.024 Scheidsrechter: Javier Santos (PUR) |
| 6 juni Vriendschappelijk № 414 «onderlinge duels» 20:00 uur | Rudy Cardozo 70' |       | 21' Panagiotis Kone 54' Kostas Katsouranis | Red Bull Arena, Harrison Toeschouwers: 11.024 Scheidsrechter: Javier Santos (PUR) |

|                                                        |         |                                                                           |         |                                                                                              |
| 6 september Vriendschappelijk № 415 «onderlinge duels» | Bolivia | 0 – 4                                                                     | Ecuador | Lockhart Stadium, Fort Lauderdale Toeschouwers: 10.000 Scheidsrechter: Valdin Legister (JAM) |
| 6 september Vriendschappelijk № 415 «onderlinge duels» |         | 9' Christian Noboa 34' Juan Cazares 67' Enner Valencia 83' Junior Sornoza |         | Lockhart Stadium, Fort Lauderdale Toeschouwers: 10.000 Scheidsrechter: Valdin Legister (JAM) |

|                                                        |                  |       |         |                                                                                                  |
| 9 september Vriendschappelijk № 416 «onderlinge duels» | Mexico           | 1 – 0 | Bolivia | Dick's Sporting Goods Park, Commerce City Toeschouwers: 18.136 Scheidsrechter: Chris Penso (USA) |
| 9 september Vriendschappelijk № 416 «onderlinge duels» | Miguel Layún 18' |       |         | Dick's Sporting Goods Park, Commerce City Toeschouwers: 18.136 Scheidsrechter: Chris Penso (USA) |

|                                                                 |                                              |       |                                       |                                                                                 |
| 14 oktober Vriendschappelijk № 417 «onderlinge duels» 20:00 uur | Chili                                        | 2 – 2 | Bolivia                               | Estadio Regional, Antofagasta Toeschouwers: ?? Scheidsrechter: Pablo Díaz (ARG) |
| 14 oktober Vriendschappelijk № 417 «onderlinge duels» 20:00 uur | Charles Aránguiz 42' Arturo Vidal 90' (pen.) |       | 15' Carlos Saucedo 51' Carlos Saucedo | Estadio Regional, Antofagasta Toeschouwers: ?? Scheidsrechter: Pablo Díaz (ARG) |

|                                                        |                                                         |       |                                         |                                                                                          |
| 18 november Vriendschappelijk № 418 «onderlinge duels» | Bolivia                                                 | 3 – 2 | Venezuela                               | Estadio Hernando Siles, La Paz Toeschouwers: 18.000 Scheidsrechter: Eduardo Gamboa (CHI) |
| 18 november Vriendschappelijk № 418 «onderlinge duels» | Ronald Raldés 41' Damián Lizio 53' Juan Carlos Arce 87' |       | 39' Wilker Ángel 71' Alexander González | Estadio Hernando Siles, La Paz Toeschouwers: 18.000 Scheidsrechter: Eduardo Gamboa (CHI) |

### 2015
|                                                   | |       |         |                                                                                        |
| 6 juni Vriendschappelijk № 419 «onderlinge duels» | Argentinië                                                                                                | 5 – 0 | Bolivia | Estadio Bicentenario, San Juan Toeschouwers: 18.000 Scheidsrechter: Jorge Osorio (CHI) |
| 6 juni Vriendschappelijk № 419 «onderlinge duels» | Ángel Di María 25' Sergio Agüero 29' (pen.) Sergio Agüero 31' Sergio Agüero 51' Ángel Di María 55' (pen.) |       |         | Estadio Bicentenario, San Juan Toeschouwers: 18.000 Scheidsrechter: Jorge Osorio (CHI) |

| Copa América |
| ------------ |

|                                                                 |        |       |         |                                                                                            |
| 12 juni Copa América Groep A № 420 «onderlinge duels» 20:30 uur | Mexico | 0 – 0 | Bolivia | Estadio Sausalito, Viña del Mar Toeschouwers: 14.987 Scheidsrechter: Enrique Cáceres (PAR) |
| 12 juni Copa América Groep A № 420 «onderlinge duels» 20:30 uur |        |       |         | Estadio Sausalito, Viña del Mar Toeschouwers: 14.987 Scheidsrechter: Enrique Cáceres (PAR) |

|                                                                 |                                             |       |                                                                        |                                                                                                   |
| 15 juni Copa América Groep A № 421 «onderlinge duels» 18:00 uur | Ecuador                                     | 2 – 3 | Bolivia                                                                | Estadio Elías Figueroa Brander, Valparaíso Toeschouwers: 5.982 Scheidsrechter: Joel Aguilar (SLV) |
| 15 juni Copa América Groep A № 421 «onderlinge duels» 18:00 uur | Enner Valencia 48' (pen.) Miler Bolaños 81' |       | 5' Ronald Raldes 17' Martin Smedberg-Dolance 43' (pen.) Marcelo Moreno | Estadio Elías Figueroa Brander, Valparaíso Toeschouwers: 5.982 Scheidsrechter: Joel Aguilar (SLV) |

|                                                                 | |       |         |                                                                                    |
| 19 juni Copa América Groep A № 422 «onderlinge duels» 20:30 uur | Chili                                                                                               | 5 – 0 | Bolivia | Estadio Nacional, Santiago Toeschouwers: 45.601 Scheidsrechter: Andrés Cunha (URU) |
| 19 juni Copa América Groep A № 422 «onderlinge duels» 20:30 uur | Charles Aránguiz 2' Alexis Sánchez 36' Charles Aránguiz 65' Gary Medel 78' Ronald Raldes 85' (e.d.) |       |         | Estadio Nacional, Santiago Toeschouwers: 45.601 Scheidsrechter: Andrés Cunha (URU) |

|                                                                     |                           |       |                                                                         |                                                                                                  |
| 25 juni Copa América Kwartfinale № 423 «onderlinge duels» 20:30 uur | Bolivia                   | 1 – 3 | Peru                                                                    | Estadio Municipal Germán Becker, Temuco Toeschouwers: 16.872 Scheidsrechter: Wilmar Roldán (COL) |
| 25 juni Copa América Kwartfinale № 423 «onderlinge duels» 20:30 uur | Marcelo Moreno 83' (pen.) |       | 19' José Paolo Guerrero 22' José Paolo Guerrero 73' José Paolo Guerrero | Estadio Municipal Germán Becker, Temuco Toeschouwers: 16.872 Scheidsrechter: Wilmar Roldán (COL) |

|  |  |  |  |  |  |  |  |  |

|                                                        | |       |         |                                                                                           |
| 4 september Vriendschappelijk № 424 «onderlinge duels» | Argentinië | 7 – 0 | Bolivia | Cowboys Stadium, Dallas Toeschouwers: 22.000 Scheidsrechter: César Ramos Palazuelos (MEX) |
| 4 september Vriendschappelijk № 424 «onderlinge duels» | Ezequiel Lavezzi 6' Kun Agüero 34' Ezequiel Lavezzi 41' Kun Agüero 59' Lionel Messi 67' Lionel Messi 75' Ángel Correa 84' |       |         | Cowboys Stadium, Dallas Toeschouwers: 22.000 Scheidsrechter: César Ramos Palazuelos (MEX) |

|                                                                   |         |                                    |         |                                                                                            |
| 8 oktober Kwalificatie WK 2018 № 425 «onderlinge duels» 16:00 uur | Bolivia | 0 – 2                              | Uruguay | Estadio Hernando Siles, La Paz Toeschouwers: 26.000 Scheidsrechter: Patricio Loustau (ARG) |
| 8 oktober Kwalificatie WK 2018 № 425 «onderlinge duels» 16:00 uur |         | 10' Martín Cáceres 68' Diego Godín |         | Estadio Hernando Siles, La Paz Toeschouwers: 26.000 Scheidsrechter: Patricio Loustau (ARG) |

|                                                                    |                                               |       |         |                                                                                           |
| 13 oktober Kwalificatie WK 2018 № 426 «onderlinge duels» 16:00 uur | Ecuador                                       | 2 – 0 | Bolivia | Estadio Olímpico Atahualpa, Quito Toeschouwers: 35.000 Scheidsrechter: Sandro Ricci (BRA) |
| 13 oktober Kwalificatie WK 2018 № 426 «onderlinge duels» 16:00 uur | Miler Bolaños 81' Felipe Caicedo 90+5' (pen.) |       |         | Estadio Olímpico Atahualpa, Quito Toeschouwers: 35.000 Scheidsrechter: Sandro Ricci (BRA) |

|                                                                     |                                                                                       |       |                                     |                                                                                           |
| 12 november Kwalificatie WK 2018 № 427 «onderlinge duels» 16:00 uur | Bolivia                                                                               | 4 – 2 | Venezuela                           | Estadio Hernando Siles, La Paz Toeschouwers: 19.000 Scheidsrechter: Víctor Carrillo (PER) |
| 12 november Kwalificatie WK 2018 № 427 «onderlinge duels» 16:00 uur | Rodrigo Ramallo 19' Juan Caros Arce 23' (pen.) Rodrigo Ramallo 45+1' Ruby Cardozo 49' |       | 32' Mario Rondón 55' Richard Blanco | Estadio Hernando Siles, La Paz Toeschouwers: 19.000 Scheidsrechter: Víctor Carrillo (PER) |

|                                                                     |                                     |       |                 |                                                                                               |
| 17 november Kwalificatie WK 2018 № 428 «onderlinge duels» 20:00 uur | Paraguay                            | 2 – 1 | Bolivia         | Estadio Defensores del Chaco, Asuncion Toeschouwers: 20.000 Scheidsrechter: José Argote (VEN) |
| 17 november Kwalificatie WK 2018 № 428 «onderlinge duels» 20:00 uur | Dario Lezcano 62' Lucas Barrios 65' |       | 59' Yasmani Duk | Estadio Defensores del Chaco, Asuncion Toeschouwers: 20.000 Scheidsrechter: José Argote (VEN) |

### 2016
|                                                                  |                                              |       |                                                         |                                                                                          |
| 24 maart Kwalificatie WK 2018 № 429 «onderlinge duels» 16:00 uur | Bolivia                                      | 2 – 3 | Colombia                                                | Estadio Hernando Siles, La Paz Toeschouwers: 35.000 Scheidsrechter: Wilton Sampaio (BRA) |
| 24 maart Kwalificatie WK 2018 № 429 «onderlinge duels» 16:00 uur | Juan Carlos Arce 50' Alejandro Chumacero 62' |       | 9' James Rodríguez 40' Carlos Bacca 90+2' Edwin Cardona | Estadio Hernando Siles, La Paz Toeschouwers: 35.000 Scheidsrechter: Wilton Sampaio (BRA) |

|                                                                  |                                             |       |         |                                                                                           |
| 29 maart Kwalificatie WK 2018 № 430 «onderlinge duels» 20:30 uur | Argentinië                                  | 2 – 0 | Bolivia | Estadio Mario Kempes, Córdoba Toeschouwers: 55.000 Scheidsrechter: Jesús Valenzuela (VEN) |
| 29 maart Kwalificatie WK 2018 № 430 «onderlinge duels» 20:30 uur | Gabriel Mercado 21' Lionel Messi 29' (pen.) |       |         | Estadio Mario Kempes, Córdoba Toeschouwers: 55.000 Scheidsrechter: Jesús Valenzuela (VEN) |

|                                                             |                                                                         |       |         |                                                                                            |
| 28 mei Vriendschappelijk № 431 «onderlinge duels» 19:00 uur | Verenigde Staten                                                        | 4 – 0 | Bolivia | Children's Mercy Park, Kansas City Toeschouwers: 8.894 Scheidsrechter: Elmer Bonilla (ESA) |
| 28 mei Vriendschappelijk № 431 «onderlinge duels» 19:00 uur | Gyasi Zardes 26' John Brooks 37' Gyasi Zardes 52' Christian Pulisic 69' |       |         | Children's Mercy Park, Kansas City Toeschouwers: 8.894 Scheidsrechter: Elmer Bonilla (ESA) |

| Copa América |
| ------------ |

|                                                   |                               |       |                      |                                                                                 |
| 6 juni Groep D № 432 «onderlinge duels» 19:00 uur | Panama                        | 2 – 1 | Bolivia              | Citrus Bowl, Orlando Toeschouwers: 13.466 Scheidsrechter: Ricardo Montero (CRC) |
| 6 juni Groep D № 432 «onderlinge duels» 19:00 uur | Blas Perez 11' Blas Perez 87' |       | 54' Juan Carlos Arce | Citrus Bowl, Orlando Toeschouwers: 13.466 Scheidsrechter: Ricardo Montero (CRC) |

|                                                    |                                             |       |                     |                                                                                      |
| 10 juni Groep D № 433 «onderlinge duels» 19:00 uur | Chili                                       | 2 – 1 | Bolivia             | Gillette Stadium, Foxborough Toeschouwers: 19.392 Scheidsrechter: Jair Marrufo (USA) |
| 10 juni Groep D № 433 «onderlinge duels» 19:00 uur | Arturo Vidal 46' Arturo Vidal 90+10' (pen.) |       | 61' Jhasmani Campos | Gillette Stadium, Foxborough Toeschouwers: 19.392 Scheidsrechter: Jair Marrufo (USA) |

|                                                    |                                                        |       |         |                                                                                       |
| 14 juni Groep D № 434 «onderlinge duels» 22:00 uur | Argentinië                                             | 3 – 0 | Bolivia | CenturyLink Field, Seattle Toeschouwers: 45.753 Scheidsrechter: Víctor Carrillo (PER) |
| 14 juni Groep D № 434 «onderlinge duels» 22:00 uur | Erik Lamela 13' Ezequiel Lavezzi 15' Víctor Cuesta 32' |       |         | CenturyLink Field, Seattle Toeschouwers: 45.753 Scheidsrechter: Víctor Carrillo (PER) |

|  |  |  |  |  |  |  |  |  |

|                                                                             |                                     |       |      |                                                                                       |
| 1 september Kwalificatie WK 2018 № 435 «onderlinge duels» 16:00 uur (UTC−4) | Bolivia                             | 2 – 0 | Peru | Estadio Hernando Siles, La Paz Toeschouwers: 20.000 Scheidsrechter: José Argote (VEN) |
| 1 september Kwalificatie WK 2018 № 435 «onderlinge duels» 16:00 uur (UTC−4) | Pablo Escobar 38' Ronald Raldes 86' |       |      | Estadio Hernando Siles, La Paz Toeschouwers: 20.000 Scheidsrechter: José Argote (VEN) |

|                                                                             |       |       |         |                                                                                         |
| 6 september Kwalificatie WK 2018 № 436 «onderlinge duels» 20:30 uur (UTC−4) | Chili | 0 – 0 | Bolivia | Estadio Monumental, Santiago Toeschouwers: 40.000 Scheidsrechter: Ricardo Marques (BRA) |
| 6 september Kwalificatie WK 2018 № 436 «onderlinge duels» 20:30 uur (UTC−4) |       |       |         | Estadio Monumental, Santiago Toeschouwers: 40.000 Scheidsrechter: Ricardo Marques (BRA) |

|                                                                           |                                                                                        |       |         |                                                                                    |
| 6 oktober Kwalificatie WK 2018 № 437 «onderlinge duels» 20:30 uur (UTC−4) | Brazilië                                                                               | 5 – 0 | Bolivia | Arena das Dunas, Natal Toeschouwers: 30.013 Scheidsrechter: Wilson Lamouroux (COL) |
| 6 oktober Kwalificatie WK 2018 № 437 «onderlinge duels» 20:30 uur (UTC−4) | Neymar 11' Philippe Coutinho 26' Filipe Luís 39' Gabriel Jesus 44' Roberto Firmino 75' |       |         | Arena das Dunas, Natal Toeschouwers: 30.013 Scheidsrechter: Wilson Lamouroux (COL) |

|                                                                    |                                    |       |                                       |                                                                                               |
| 11 oktober Kwalificatie WK 2018 № 438 «onderlinge duels» 16:00 uur | Bolivia                            | 2 – 2 | Ecuador                               | Estadio Hernando Siles, La Paz Toeschouwers: 19.351 Scheidsrechter: Mario Díaz de Vivar (PAR) |
| 11 oktober Kwalificatie WK 2018 № 438 «onderlinge duels» 16:00 uur | Pablo Escobar 4' Pablo Escobar 43' |       | 47' Enner Valencia 89' Enner Valencia | Estadio Hernando Siles, La Paz Toeschouwers: 19.351 Scheidsrechter: Mario Díaz de Vivar (PAR) |

|                                                                     |                                                                                              |       |         |                                                                                     |
| 10 november Kwalificatie WK 2018 № 439 «onderlinge duels» 20:45 uur | Venezuela                                                                                    | 5 – 0 | Bolivia | Estadio Monumental, Maturín Toeschouwers: 49.750 Scheidsrechter: Andrés Cunha (URU) |
| 10 november Kwalificatie WK 2018 № 439 «onderlinge duels» 20:45 uur | Jacobo Kouffati 3' Josef Martínez 10' Josef Martínez 67' Josef Martínez 70' Rómulo Otero 74' |       |         | Estadio Monumental, Maturín Toeschouwers: 49.750 Scheidsrechter: Andrés Cunha (URU) |

|                                                                     |                          |       |          |                                                                                            |
| 15 november Kwalificatie WK 2018 № 440 «onderlinge duels» 20:30 uur | Bolivia                  | 1 – 0 | Paraguay | Estadio Hernando Siles, La Paz Toeschouwers: 21.000 Scheidsrechter: Daniel Fedorczuk (URU) |
| 15 november Kwalificatie WK 2018 № 440 «onderlinge duels» 20:30 uur | Gustavo Gómez 78' (e.d.) |       |          | Estadio Hernando Siles, La Paz Toeschouwers: 21.000 Scheidsrechter: Daniel Fedorczuk (URU) |

### 2017
|                                                                  |                     |       |         |                                                                                                |
| 23 maart Kwalificatie WK 2018 № 441 «onderlinge duels» 15:30 uur | Colombia            | 1 – 0 | Bolivia | Estadio Metropolitano, Barranquilla Toeschouwers: 48.409 Scheidsrechter: Ricardo Marques (BRA) |
| 23 maart Kwalificatie WK 2018 № 441 «onderlinge duels» 15:30 uur | James Rodríguez 83' |       |         | Estadio Metropolitano, Barranquilla Toeschouwers: 48.409 Scheidsrechter: Ricardo Marques (BRA) |

|                                                                  |                                  |       |            |                                                                                         |
| 28 maart Kwalificatie WK 2018 № 442 «onderlinge duels» 21:00 uur | Bolivia                          | 2 – 0 | Argentinië | Estadio Hernando Siles, La Paz Toeschouwers: 25.000 Scheidsrechter: Wilmar Roldán (COL) |
| 28 maart Kwalificatie WK 2018 № 442 «onderlinge duels» 21:00 uur | Juan Arce 31' Marcelo Moreno 52' |       |            | Estadio Hernando Siles, La Paz Toeschouwers: 25.000 Scheidsrechter: Wilmar Roldán (COL) |

|                                                             |           |                     |         |                                                                                  |
| 2 juni Vriendschappelijk № 443 «onderlinge duels» 20:30 uur | Nicaragua | 0 – 1               | Bolivia | Estadio Nacional, Managua Toeschouwers: 18.000 Scheidsrechter: Raúl Castro (HON) |
| 2 juni Vriendschappelijk № 443 «onderlinge duels» 20:30 uur |           | 59' Gilbert Álvarez |         | Estadio Nacional, Managua Toeschouwers: 18.000 Scheidsrechter: Raúl Castro (HON) |

|                                                             |                                                        |       |                                       |                                                                                          |
| 7 juni Vriendschappelijk № 444 «onderlinge duels» 17:00 uur | Bolivia                                                | 3 – 2 | Nicaragua                             | Estadio Provincial, Yacuíba Toeschouwers: 15.000 Scheidsrechter: Arnaldo Samaniego (PAR) |
| 7 juni Vriendschappelijk № 444 «onderlinge duels» 17:00 uur | Diego Bejarano 39' Gilbert Álvarez 48' José Vargas 90' |       | 7' Jorge Hurtado 37' Carlos Chavarria | Estadio Provincial, Yacuíba Toeschouwers: 15.000 Scheidsrechter: Arnaldo Samaniego (PAR) |

|                                                                     |                                       |       |                     |                                                                                      |
| 31 augustus Kwalificatie WK 2018 № 445 «onderlinge duels» 21:15 uur | Peru                                  | 2 – 1 | Bolivia             | Estadio Monumental "U", Lima Toeschouwers: 60.000 Scheidsrechter: Andrés Cunha (URU) |
| 31 augustus Kwalificatie WK 2018 № 445 «onderlinge duels» 21:15 uur | Edison Flores 55' Christian Cueva 59' |       | 72' Gilbert Álvarez | Estadio Monumental "U", Lima Toeschouwers: 60.000 Scheidsrechter: Andrés Cunha (URU) |

|                                                                     |                             |       |       |                                                                                         |
| 5 september Kwalificatie WK 2018 № 446 «onderlinge duels» 16:00 uur | Bolivia                     | 1 – 0 | Chili | Estadio Hernando Siles, La Paz Toeschouwers: 31.555 Scheidsrechter: Wilmar Roldán (COL) |
| 5 september Kwalificatie WK 2018 № 446 «onderlinge duels» 16:00 uur | Juan Carlos Arce 59' (pen.) |       |       | Estadio Hernando Siles, La Paz Toeschouwers: 31.555 Scheidsrechter: Wilmar Roldán (COL) |

|                                                                   |         |       |          |                                                                                              |
| 5 oktober Kwalificatie WK 2018 № 447 «onderlinge duels» 16:00 uur | Bolivia | 0 – 0 | Brazilië | Estadio Hernando Siles, La Paz Toeschouwers: 34.725 Scheidsrechter: Fernando Rapallini (ARG) |
| 5 oktober Kwalificatie WK 2018 № 447 «onderlinge duels» 16:00 uur |         |       |          | Estadio Hernando Siles, La Paz Toeschouwers: 34.725 Scheidsrechter: Fernando Rapallini (ARG) |

|                                                                    |                                                                       |       |                                                |                                                                                           |
| 10 oktober Kwalificatie WK 2018 № 448 «onderlinge duels» 20:30 uur | Uruguay                                                               | 4 – 2 | Bolivia                                        | Estadio Centenario, Montevideo Toeschouwers: 60.300 Scheidsrechter: Ricardo Marques (BRA) |
| 10 oktober Kwalificatie WK 2018 № 448 «onderlinge duels» 20:30 uur | Martín Cáceres 39' Edinson Cavani 42' Luis Suárez 60' Luis Suárez 76' |       | 24' (e.d.) Gastón Silva 79' (e.d.) Diego Godín | Estadio Centenario, Montevideo Toeschouwers: 60.300 Scheidsrechter: Ricardo Marques (BRA) |

### 2018
|                                                               |                     |       |                           |                                                                                             |
| 23 maart Vriendschappelijk № 449 «onderlinge duels» 20:00 uur | Curaçao             | 1 – 1 | Bolivia                   | Ergilio Hato Stadion, Willemstad Toeschouwers: 3.384 Scheidsrechter: Ricangel de Leça (ARU) |
| 23 maart Vriendschappelijk № 449 «onderlinge duels» 20:00 uur | Gino van Kessel 33' |       | 63' (e.d.) Darryl Lachman | Ergilio Hato Stadion, Willemstad Toeschouwers: 3.384 Scheidsrechter: Ricangel de Leça (ARU) |

|                                                               |                           |       |         |                                                                                             |
| 26 maart Vriendschappelijk № 450 «onderlinge duels» 21:00 uur | Curaçao                   | 1 – 0 | Bolivia | Ergilio Hato Stadion, Willemstad Toeschouwers: 5.693 Scheidsrechter: Ricangel de Leça (ARU) |
| 26 maart Vriendschappelijk № 450 «onderlinge duels» 21:00 uur | Leandro Bacuna 59' (pen.) |       |         | Ergilio Hato Stadion, Willemstad Toeschouwers: 5.693 Scheidsrechter: Ricangel de Leça (ARU) |

|                                                             |                                                        |       |         |                                                                                        |
| 28 mei Vriendschappelijk № 451 «onderlinge duels» 19:30 uur | Verenigde Staten                                       | 3 – 0 | Bolivia | Talen Energy Stadium, Chester Toeschouwers: 11.882 Scheidsrechter: Oshane Nation (JAM) |
| 28 mei Vriendschappelijk № 451 «onderlinge duels» 19:30 uur | Walker Zimmerman 37' Josh Sargent 52' Timothy Weah 59' |       |         | Talen Energy Stadium, Chester Toeschouwers: 11.882 Scheidsrechter: Oshane Nation (JAM) |

|                                                             |            |       |         |                                                                                    |
| 7 juni Vriendschappelijk № 452 «onderlinge duels» 20:10 uur | Zuid-Korea | 0 – 0 | Bolivia | Tivoli Neu, Innsbruck Toeschouwers: 500 Scheidsrechter: Robert Schörgenhofer (AUT) |
| 7 juni Vriendschappelijk № 452 «onderlinge duels» 20:10 uur |            |       |         | Tivoli Neu, Innsbruck Toeschouwers: 500 Scheidsrechter: Robert Schörgenhofer (AUT) |

|                                                             |                     |       | |                                                                                |
| 9 juni Vriendschappelijk № 453 «onderlinge duels» 18:00 uur | Bolivia             | 1 – 5 | Servië | Merkur Arena, Graz Toeschouwers: 1.500 Scheidsrechter: Christopher Jäger (AUT) |
| 9 juni Vriendschappelijk № 453 «onderlinge duels» 18:00 uur | Jhasmani Campos 48' |       | 4' Aleksandar Mitrović 19' Adem Ljajić 23' Aleksandar Mitrović 42' Branislav Ivanović 68' Aleksandar Mitrović | Merkur Arena, Graz Toeschouwers: 1.500 Scheidsrechter: Christopher Jäger (AUT) |

|                                                                   |                                          |       |                                         |                                                                                                   |
| 10 september Vriendschappelijk № 454 «onderlinge duels» 20:15 uur | Saoedi-Arabië                            | 2 – 2 | Bolivia                                 | Prins Faisal bin Fahdstadion, Riyad Toeschouwers: 4,117 Scheidsrechter: Antonio Mateu Lahoz (ESP) |
| 10 september Vriendschappelijk № 454 «onderlinge duels» 20:15 uur | Yahya Al-Shehri 7', Salem Al-Dawsari 12' |       | Jhasmani Campos 35', Marcelo Moreno 82' | Prins Faisal bin Fahdstadion, Riyad Toeschouwers: 4,117 Scheidsrechter: Antonio Mateu Lahoz (ESP) |

|                                                                 |         |                                                       |         |                                                                                    |
| 13 oktober Vriendschappelijk № 455 «onderlinge duels» 18:00 uur | Myanmar | 0 – 3                                                 | Bolivia | Thuwunnastadion, Yangon Toeschouwers: 5,869 Scheidsrechter: Chaireag Ngamson (THA) |
| 13 oktober Vriendschappelijk № 455 «onderlinge duels» 18:00 uur |         | Luis Haquín 5', Marcelo Moreno 25', Leonardo Vaca 67' |         | Thuwunnastadion, Yangon Toeschouwers: 5,869 Scheidsrechter: Chaireag Ngamson (THA) |

|                                                                  |                              |       |         |                                                                                   |
| 16 november Vriendschappelijk № 455 «onderlinge duels» 18:25 uur | Verenigde Arabische Emiraten | 0 – 0 | Bolivia | Maktoum Bin Rashid Al Maktoumstadion, Dubai Scheidsrechter: Ammar Ashkanani (KUW) |
| 16 november Vriendschappelijk № 455 «onderlinge duels» 18:25 uur |                              |       |         | Maktoum Bin Rashid Al Maktoumstadion, Dubai Scheidsrechter: Ammar Ashkanani (KUW) |

|                                                                  |      |       |         |                                                                                      |
| 20 november Vriendschappelijk № 457 «onderlinge duels» 20:00 uur | Irak | 0 – 0 | Bolivia | Sheikh Kalifa Internationaal Stadion, Al Ain Scheidsrechter: Yaqoub Al Hammadi (UAE) |
| 20 november Vriendschappelijk № 457 «onderlinge duels» 20:00 uur |      |       |         | Sheikh Kalifa Internationaal Stadion, Al Ain Scheidsrechter: Yaqoub Al Hammadi (UAE) |

### 2019
|                                                          |                                    |       |                                      |                                                                                           |
| 3 maart Vriendschappelijk № «onderlinge duels» 15:30 uur | Bolivia                            | 2 – 2 | Nicaragua                            | Estadio Bicentenario, Villa Tunari Toeschouwers: 20.000 Scheidsrechter: Raúl Orosco (BOL) |
| 3 maart Vriendschappelijk № «onderlinge duels» 15:30 uur | Ramiro Vaca 39', Josúe Quijano 59' |       | Saúl Torres 28', Armanto Gkoufas 37' | Estadio Bicentenario, Villa Tunari Toeschouwers: 20.000 Scheidsrechter: Raúl Orosco (BOL) |

|                                                           |                    |       |         |                                                                                      |
| 22 maart Vriendschappelijk № «onderlinge duels» 20:00 uur | Zuid-Korea         | 1 – 0 | Bolivia | Ulsan Munsustadion, Ulsan Toeschouwers: 41,117 Scheidsrechter: Khamis Al-Marri (QAT) |
| 22 maart Vriendschappelijk № «onderlinge duels» 20:00 uur | Lee Chung-yong 86' |       |         | Ulsan Munsustadion, Ulsan Toeschouwers: 41,117 Scheidsrechter: Khamis Al-Marri (QAT) |

|                                                           |                    |       |         |                                                                               |
| 26 maart Vriendschappelijk № «onderlinge duels» 19:30 uur | Japan              | 1 – 0 | Bolivia | Noevir Stadium Kobe, Kobe Toeschouwers: 28.133 Scheidsrechter: Kurt Ams (AUS) |
| 26 maart Vriendschappelijk № «onderlinge duels» 19:30 uur | Shoya Nakajima 76' |       |         | Noevir Stadium Kobe, Kobe Toeschouwers: 28.133 Scheidsrechter: Kurt Ams (AUS) |

| Copa América 2019 |
| ----------------- |

|                                                          |                    |       |                                                                  |                                                                                    |
| 18 juni Copa América 2019 № «onderlinge duels» 18:30 uur | Bolivia            | 1 – 3 | Peru                                                             | Maracanã, Rio de Janeiro Toeschouwers: 26.346 Scheidsrechter: Roddy Zambrano (ECU) |
| 18 juni Copa América 2019 № «onderlinge duels» 18:30 uur | Marcelo Moreno 28' |       | José Paolo Guerrero 45' Jefferson Farfán 55' Edison Flores 90+6' | Maracanã, Rio de Janeiro Toeschouwers: 26.346 Scheidsrechter: Roddy Zambrano (ECU) |

|                                                          |                       |       |                                          |                                                                                              |
| 22 juni Copa América 2019 № «onderlinge duels» 16:00 uur | Bolivia               | 1 – 3 | Venezuela                                | Mineirão Stadion, Belo Horizonte Toeschouwers: 8.091 Scheidsrechter: Esteban Oostojich (URU) |
| 22 juni Copa América 2019 № «onderlinge duels» 16:00 uur | Leonel Justiniano 82' |       | Darwin Machís 2', 55' Josef Martínez 86' | Mineirão Stadion, Belo Horizonte Toeschouwers: 8.091 Scheidsrechter: Esteban Oostojich (URU) |

|                                                             |                                                                   |       |                     |                                                                            |
| 10 oktober Vriendschappelijk № «onderlinge duels» 18:00 uur | Venezuela                                                         | 4 – 1 | Bolivia             | Estadio Olímpico de la UCV, Caracas Scheidsrechter: Gustavio Murillo (COL) |
| 10 oktober Vriendschappelijk № «onderlinge duels» 18:00 uur | Yangel Herrera 38' Darwín Machis 41' José Salomón Rondón 50', 87' |       | Gilbert Álvarez 55' | Estadio Olímpico de la UCV, Caracas Scheidsrechter: Gustavio Murillo (COL) |

|                                                             |                                             |       |                     |                                                                                           |
| 15 oktober Vriendschappelijk № «onderlinge duels» 20.00 uur | Bolivia                                     | 3 – 1 | Haïti               | Estadio Ramón Tahuichi Aguilera, Santa Cruz de la Sierra Scheidsrechter: Ivo Méndez (BOL) |
| 15 oktober Vriendschappelijk № «onderlinge duels» 20.00 uur | Erwin Saavedra 27', 37' Gilbert Álvarez 55' |       | Gilbert Alvarez 22' | Estadio Ramón Tahuichi Aguilera, Santa Cruz de la Sierra Scheidsrechter: Ivo Méndez (BOL) |

FBF · A-internationals · Selecties · Bondscoaches · Statistieken · Boliviaans vrouwenelftal · Olympisch elftal · Bolivia U21 · Bolivia U20 · Bolivia U19 · Bolivia U18 · Bolivia U17
1926–1949 · 
1950–1959 · 
1960–1969 · 
1970–1979 · 
1980–1989 · 
1990–1999 · 
2000–2009 · 
2010–2019 ·
2020−2029
CC 1999
WK 1930 · 
WK 1950 · 
WK 1994
1926 · 
1927 · 
1927 · 1928 · 1929 · 
1930 · 
1931 · 1932 · 1933 · 1934 · 1935 · 1936 · 1937 · 
1938 · 
1939 · 1940 · 1941 · 1942 · 1943 · 1944 · 
1945 · 
1946 · 
1947 · 
1948 · 
1949 · 
1950 · 
1951 · 1952 · 
1953 · 
1954 · 1955 · 1956 · 
1957 · 
1958 · 
1959 · 
1960 · 
1961 · 
1962 · 
1963 · 
1964 · 
1965 · 
1966 · 
1967 · 
1968 · 
1969 · 
1970 · 
1971 · 
1972 · 
1973 · 
1974 · 
1975 · 
1976 · 
1977 · 
1978 · 
1979 · 
1980 · 
1981 · 
1982 · 
1983 · 
1984 · 
1985 · 
1986 · 
1987 · 
1988 · 
1989 · 
1990 · 
1991 · 
1992 · 
1993 · 
1994 · 
1995 · 
1996 · 
1997 · 
1998 · 
1999 · 
2000 · 
2001 · 
2002 · 
2003 · 
2004 · 
2005 · 
2006 · 
2007 · 
2008 · 
2009 · 
2010 ·
2011 · 
2012 · 
2013 · 
2014 · 
2015 · 
2016 ·
2017 ·
2018 ·
2019 ·
2020 ·
2021 ·
2022 ·
2023 ·
2024
Algerije ·
Andorra ·
Argentinië ·
Brazilië ·
Bulgarije · 
Chili ·
Colombia ·
Costa Rica ·
Cuba ·
Curaçao ·
DDR ·
Duitsland ·
Ecuador ·
Egypte ·
El Salvador ·
Finland ·
Frankrijk ·
Griekenland ·
Guatemala ·
Guyana ·
Haïti ·
Honduras ·
Hongarije ·
Ierland ·
IJsland ·
Irak ·
Iran ·
Jamaica ·
Japan ·
Joegoslavië ·
Kameroen ·
Letland ·
Mexico ·
Myanmar ·
Nicaragua ·
Noord-Korea ·
Oezbekistan ·
Panama ·
Paraguay ·
Peru ·
Polen ·
Portugal ·
Roemenië ·
Rusland ·
Saoedi-Arabië ·
Senegal ·
Servië ·
Slowakije ·
Spanje ·
Trinidad en Tobago ·
Tsjecho-Slowakije ·
Uruguay ·
Venezuela ·
Verenigde Arabische Emiraten ·
Verenigde Staten ·
Zuid-Afrika ·
Zuid-Korea ·
Zwitserland
AFC-zone: Afghanistan · Australië · Bahrein · Bangladesh · Bhutan · Brunei · Cambodja · China · Chinees Taipei · Filipijnen · Guam · Hongkong · India · Indonesië · Iran · Irak · Japan · Jemen · Jordanië · Koeweit · Kirgizië · Laos · Libanon · Macau · Maleisië · Maldiven · Mongolië · Myanmar · Nepal · Noord-Korea · Oezbekistan · Oman · Oost-Timor · Pakistan · Palestina · Qatar · Saoedi-Arabië · Singapore · Sri Lanka · Syrië · Tadjikistan · Thailand · Turkmenistan · Verenigde Arabische Emiraten · Vietnam · Zuid-Korea

CAF-zone: Algerije · Angola · Benin · Botswana · Burkina Faso · Burundi · Centraal-Afrikaanse Republiek · Comoren · Congo-Brazzaville · Congo-Kinshasa · Djibouti · Egypte · Equatoriaal-Guinea · Eritrea · Ethiopië · Gabon · Gambia · Ghana · Guinee · Guinee-Bissau · Ivoorkust · Kaapverdië · Kameroen · Kenia · Lesotho · Liberia · Libië · Madagaskar · Malawi · Mali · Mauritanië · Mauritius · Marokko · Mozambique · Namibië · Niger · Nigeria · Oeganda · Rwanda · Sao Tomé en Principe · Senegal · Seychellen · Sierra Leone · Soedan · Somalië · Swaziland · Tanzania · Togo · Tsjaad · Tunesië · Zambia · Zimbabwe · Zuid-Afrika · Zuid-Soedan 

CONCACAF-zone: Amerikaanse Maagdeneilanden · Anguilla · Antigua en Barbuda · Aruba · Bahama's · Barbados · Belize · Bermuda · Britse Maagdeneilanden · Canada · Kaaimaneilanden · Costa Rica · Cuba · Curaçao · Dominica · Dominicaanse Republiek · El Salvador · Frans Guyana · Grenada · Guadeloupe · Guatemala · Guyana · Haïti · Honduras · Jamaica · Martinique · Mexico · Montserrat · 
Nicaragua · Panama · Puerto Rico · Saint Kitts en Nevis · Saint Lucia · Saint Vincent en de Grenadines · Sint Maarten · Suriname · Trinidad en Tobago · Turks- en Caicoseilanden · Verenigde Staten

CONMEBOL-zone: Argentinië · Bolivia · Brazilië · Chili · Colombia · Ecuador · Paraguay · Peru · Uruguay · Venezuela

OFC-zone: Amerikaans-Samoa · Cookeilanden · Fiji · Nieuw-Caledonië · Nieuw-Zeeland · Papoea-Nieuw-Guinea · Samoa · Salomoneilanden · Tahiti · Tonga · Vanuatu

UEFA-zone: Albanië · Andorra · Armenië · Azerbeidzjan · België · Bosnië en Herzegovina · Bulgarije · Cyprus · Denemarken · Duitsland · Engeland · Estland · Faeröer · Finland · Frankrijk · Georgië · Gibraltar · Griekenland · Hongarije · IJsland · Ierland · Israël · Italië · Kazachstan · Kosovo · Kroatië · Letland · Liechtenstein · Litouwen · Luxemburg · Macedonië · Malta · Moldavië · Montenegro · Nederland · Noord-Ierland · Noorwegen · Oekraïne · Oostenrijk · Polen · Portugal · Roemenië · Rusland · San Marino · Schotland · Servië · Slovenië · Slowakije · Spanje · Tsjechië · Turkije · Wales · Wit-Rusland · Zweden · Zwitserland